# 岩澤雄司
岩澤 雄司（いわさわ ゆうじ、1954年6月4日 - ）は、日本の法学者。専門は国際法。学位は、法学博士（S.J.D.）（バージニア大学・1997年）。東京大学名誉教授。国際司法裁判所判事を経て2025年3月より第28代同裁判所所長。
大阪市立大学法学部助教授、東京大学大学院総合文化研究科教授、東京大学大学院法学政治学研究科教授、自由権規約委員会委員長などを歴任した。

## 来歴

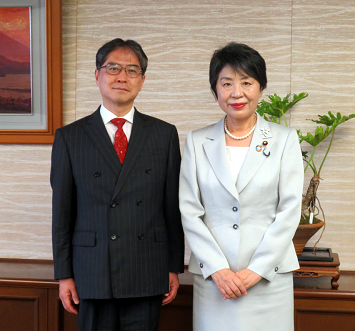
2018年6月27日、中央合同庁舎第六号館にて法務大臣上川陽子（右）と

東京都生まれ。日本語、英語、フランス語、ドイツ語を解する。
東京都立国立高等学校卒、1973年4月東京大学教養学部文科一類入学、1977年3月同大学法学部第二類（公法コース）卒業。同年4月東京大学法学部助手。1977年8月から1978年8月にかけてハーバード法科大学院修士課程に留学し法学修士（LL.M.）。
1982年大阪市立大学法学部助教授、1984年8月から1986年8月にかけてバージニア法科大学院博士課程に留学し、1997年1月法学博士（S.J.D.）、1991-93年ケンブリッジ大学国際法研究所客員研究員、1996年東京大学大学院総合文化研究科助教授、1997年教授。同年ケンブリッジ大学国際法研究所客員研究員、2000年-01年ケンブリッジ大学国際法研究所客員研究員、同大学チャーチル・カレッジ客員フェロー。2005-18年東京大学大学院法学政治学研究科教授、2015-16年パリ第二大学客員研究員。
2002年-2004年国際連合先住問題常設フォーラム委員、2004年-2008年世界貿易機関補助金常設専門家部会委員、2005年- 2007年法務省難民審査参与員、2006年-2009年国際法協会日本支部理事。2006年の市民的及び政治的権利に関する国際規約第25回締約国会合において、自由権規約委員会の委員に選出され、2007年1月に就任した。2009年3月からは委員長を務めた。2010年9月2日の第29回締約国会合で最多票を得て委員に再選され、2011年から2014年まで2期目を務めた。
ハーグ国際法アカデミー講師、アジア開発銀行行政裁判所裁判官、世界貿易機関補助金常設専門家部会委員、法務省難民審査参与員、難民受入れ問題に関する内閣官房の有識者会議である第三国定住に関する有識者会議の座長などを歴任した。
2018年、日本政府より小和田恆の退任に伴う国際司法裁判所裁判官に推挙されて裁判官補欠選挙に立候補し、6月22日の国連総会及び安全保障理事会に於いて選出された。これにより岩沢は小和田の残余任期となる2021年2月まで国際司法裁判所裁判官を務める。2020年11月の国連総会・安全保障理事会で再任され、任期は2030年2月までとなった。
2025年3月3日、ナワーフ・サラームがレバノン首相就任のため国際司法裁判所所長を辞職したことに伴い同裁判所判事の互選による選挙が行われ、第28代国際司法裁判所所長に選出された。任期は、サラームの残任期間である2027年2月5日までとなる。

## 学会活動
国際法学会理事。国際法協会（International Law Association, ILA）日本支部理事。
- アメリカ国際法学会（英語版）（American Society of International Law, ASIL）
- 国際人権法学会
- 日本国際経済法学会
- 世界法学会

## 著書
単著
- 『条約の国内適用可能性－いわゆる"self-executing"な条約に関する一考察』（有斐閣、1985年）ISBN 978-4641045675
- 『外国国家・国有企業との国際取引上の問題点―企業の多国籍化に伴う法的諸問題　（NIRA経済政策研究シリーズ）』（総合研究開発機構、1987年）ISBN 978-4795530034
- 『WTO（世界貿易機関）の紛争処理』（三省堂、1995年）ISBN 978-4385356518
- International Law, Human Rights, and Japanese Law:The Impact of International Law on Japanese Law  (Clarendon Press，1998)
- 『国際法〔第2版〕』（東京大学出版会、2023年）ISBN 978-4-13-032398-7

共著
- Trilateral Perspectives on International Legal Issues, Transnational Publishers，1996.
- 『講義国際法』（有斐閣、2004年）ISBN 978-4641046207